# Данска на Европском првенству у атлетици у дворани 2013.
Данска је учествовала на 32. Европском првенству у дворани 2013 одржаном у Гетеборгу, Шведска, од 28. фебруара до 3. марта. Ово је било двадестшесто Европско првенство у дворани од 1972. године када је Данска први пут учествовала. Репрезентацију Данске представљало је 5 спортиста (4 мушкарца и 1 жена) који су се такмичили у пет дисциплина.
На овом првенству представници Данске нису освојили ниједну медаљу, нити су имали такмичара у финалу. Није било нових националних и личних рекорда.

## Учесници
| Бр. | Дисциплина  | Мушкарци              | Жене                | Укупно |
| --- | ----------- | --------------------- | ------------------- | ------ |
| 1   | 400 м       | Ник Екелунд-Аренандер |                     | 1      |
| 2   | 800 м       | Андреас Бубе          |                     | 1      |
| 3   | Скок мотком | Расмус Јергенсен      | Каролине Бонде Холм | 2      |
| 4   | Скок удаљ   | Мортен Јенсен         |                     | 1      |
|     | Укупно (4)  | 4                     | 1                   | 5      |

## Резултати

### Мушкарци
| Атлетичар             | Дисциплина  | Лични рекорд | Квалификације | Квалификације | Полуфинале           | Полуфинале  | Финале               | Финале      | Детаљи |
| Атлетичар             | Дисциплина  | Лични рекорд | Резултат      | Место         | Резултат             | Место       | Резултат             | Место       | Детаљи |
| --------------------- | ----------- | ------------ | ------------- | ------------- | -------------------- | ----------- | -------------------- | ----------- | ------ |
| Ник Екелунд-Аренандер | 400 м       | 46,85 НР     | 47,31         | 3. у гр. 2 кв | 47,33                | 5. у пф. 2  | Није се квалификовао | 10 /21 (23) |        |
| Андреас Бубе          | 800 м       | 1:47,50      | 1:51,88       | 4 у гр. 4     |                      |             | Није се квалификовао | 19 /26 (28) |        |
| Расмус Јергенсен      | скок мотком | 5,63         | 5,40          | 10. у гр. Б   | Није се квалификовао | 17 /23 (25) |                      |             |        |
| Мортен Јенсен         | скок удаљ   | 8,18 НР      | 7,64          | 9 у гр. Б.    | Није се квалификовао | 15 /25      |                      |             |        |

### Жене
| Атлетичарка      | Дисциплина  | Лични рекорд | Квалификације | Квалификације | Финале                | Финале   | Детаљи |
| Атлетичарка      | Дисциплина  | Лични рекорд | Резултат      | Место         | Резултат              | Место    | Детаљи |
| ---------------- | ----------- | ------------ | ------------- | ------------- | --------------------- | -------- | ------ |
| Лајес Абдулајева | скок мотком | 4,42 НР      | 4,16          | = 15          | Није се квалификовала | =15 / 20 |        |